# Тадаши Накамура
Тадаши Накамура (јап. 中村 忠; 10. јун 1971) бивши је јапански фудбалер.

## Каријера
Током каријере је играо за Верди Кавасаки, Урава Ред Дајмондс и Кјото Санга.

## Репрезентација
За репрезентацију Јапана дебитовао је 1995. године. За тај тим је одиграо 16 утакмица.

## Статистика
| Јапан  | Јапан   | Јапан  |
| Година | Наступи | Голови |
| ------ | ------- | ------ |
| 1995.  | 3       | 0      |
| 1996.  | 4       | 0      |
| 1997.  | 8       | 0      |
| 1998.  | 1       | 0      |
| Укупно | 16      | 0      |